# São Lourenço, Minas Gerais
São Lourenço este un oraș în Minas Gerais (MG), Brazilia.